# ゲロ (オストマルク)
ゲロ1世（Gero I., 900年 - 965年5月20日）は、10世紀ドイツのザクセンオストマルク地方の領邦君主（在位：937年/941年 - 965年）。マグヌス（ラテン語で偉大という意味）と呼ばれた。甥（姉妹の子）に後にマイセン辺境伯となるティートマール1世、ケルン大司教ゲロらがいる。

## 生涯
東フランク王ハインリヒ1世の軍事指導者であった北チューリングガウ伯ティートマールの子である。937年に皇帝オットー1世のザクセン代理統治者であった兄ジークフリートが死去、あとを継いでメルゼブルク伯となる。皇帝オットー1世の異母兄タンクマールは、母がかつてのメルゼブルク伯の娘であり、ジークフリートとも母方を通し親戚関係にあったことから、ジークフリートの死後メルゼブルクを与えられると期待していたが、オットー1世はそれに反しゲロにメルゼブルクを与えたことから反乱を起こし戦死している。ゲロはオストマルクの辺境伯に任ぜられその領土は著しく拡大し、それらは彼の名を取ってゲロ辺境伯領と呼ばれた。また、ゲロはヘルマン・ビルングと共に10世紀中葉におけるドイツの東方進出の指導者でもあった。ソルブ人の族長ら30人を処刑するなど、ゲロのザクセン支配は苛烈であったため、ザクセン貴族も不満を抱いていた。941年、前年にロートリンゲン公位を取り上げられていた王弟ハインリヒ1世は、ゲロの支配に不満を持つザクセン貴族とともに、兄王オットー1世の暗殺を計画したが、事前に反乱は鎮圧され、ザクセン貴族らは処刑された。
息子ジークフリートはオットー1世の名づけ子であったが、959年には父に先立って死去した。
ゲロの死後、その広大な辺境伯領はマイセン辺境伯領を含むいくつかの辺境伯領に分割された。

## 子女
ユーディトとの間に2子をもうけた。
- ゲロ（? - 959年以前）
- ジークフリート（? - 959年） - ビルング家のヴィヒマン1世の娘ハトヴィヒ（ヘルマン・ビルングの姪）と結婚。